# Alzen
Alzen település Franciaországban, Ariège megyében. Lakosainak száma 265 fő (2022. január 1.). Alzen La Bastide-de-Sérou, Le Bosc, Burret, Cadarcet, Larbont, Montagagne, Montels, Nescus és Serres-sur-Arget községekkel határos.

## Népesség
A település népessége az elmúlt években az alábbi módon változott:
| Lakosok száma | 83   | 81   | 113  | 206  | 230  | 243  | 260  | 267  | 267  | 265  |
|               | 1968 | 1982 | 1990 | 2006 | 2013 | 2015 | 2017 | 2019 | 2020 | 2022 |